# Renhe (köping i Kina, Sichuan, lat 30,22, long 105,44)
Renhe (kinesiska: 人和镇, 人和) är en köping i Kina. Den ligger i provinsen Sichuan, i den sydvästra delen av landet, omkring 140 kilometer öster om provinshuvudstaden Chengdu.
Genomsnittlig årsnederbörd är 1 384 millimeter. Den regnigaste månaden är juli, med i genomsnitt 305 mm nederbörd, och den torraste är december, med 9 mm nederbörd.